# Arctapila
Arctapila là một chi bọ cánh cứng trong họ 
Elateridae.
Chi này được miêu tả khoa học năm 1891 bởi Candèze.

## Các loài
Chi này có các loài:
- Arctapila bruckii (Candèze, 1865)